# طلي كهربائي بالنيكل
الطلي الكهربائي بالنيكل هي تقنية من تقنيات الطلي الكهربائي التي تغلف الأشياء المعدنية بطبقة رقيقة من النيكل. يمكن لهذه الطبقة المطلية أن تكون بغرض الزينة، أو من أجل الحماية من التآكل أو الاهتراء.

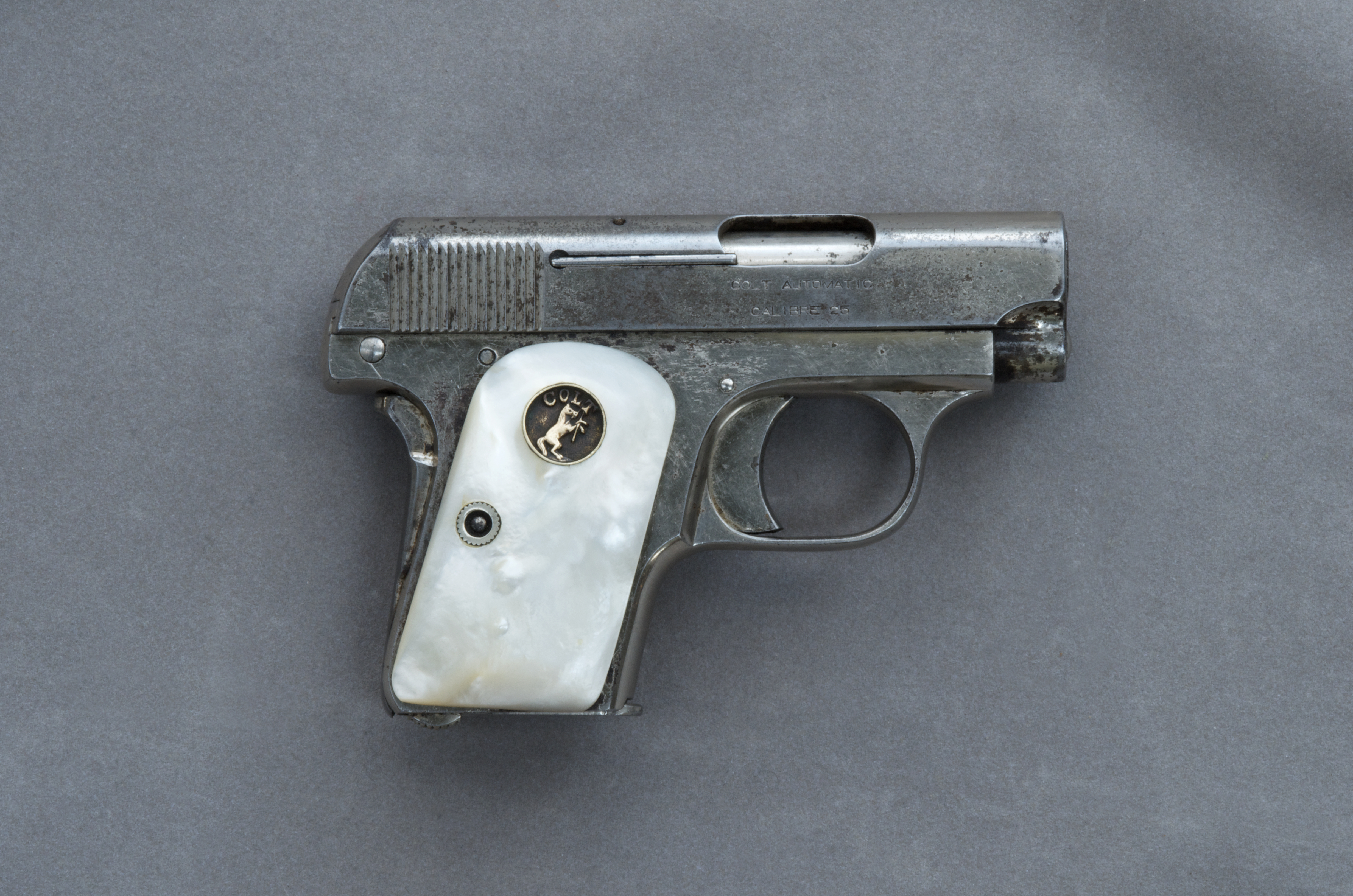
مسدس صغير مطلي بالنيكل

من أجل القيام بعملية الطلي الكهربائي بالنيكل ينبغي تنظيف الأشياء المعدنية المراد طليها من الغبار والأوساخ؛ وذلك من خلال عمليات عدة تتضمن المعالجة الحرارية والتنظيف بالحمض والتنميش. بعد ذلك تغمس تلك الأشياء المعدنية النظيفة في محلول كهرلي، وتقوم بمقام مهبط (كاثود). بالمقابل يوجد مصعد (أنود) من النيكل، وعند إغلاق الدارة ينحل المصعد وتتحرر أيونات النيكل للترسب على الأشياء في المهبط.